# الخرطوم (فلم)
الخرطوم (بالإنجليزية: Khartoum) فيلم أنتج عام 1966. يحكي عن معركة أبو طليح التي حدثت بين البريطانيين وجيش المهدي في السودان في 17 يناير 1885م، انتصر فيها الإنجليز بعد تكبدهم خسائر كبيرة في الأرواح ومنها العديد من كبار الضباط (وضمنهم قائد القوة البريطاني هربرت ستيوارت، والكولونيل إ.گ. برنابي) مما منع الإنجليز من تحقيق الهدف من المعركة وهو الوصول السريع بالقوة كاملةً لنجدة وفي نهايته قتل غوردون باشا من قبل السودانيين الابطال.

## بطولة
- شارلتون هيستون في دور غوردون.
- لورنس أوليفيه في دور المهدي.
- ريتشارد جونسون في دور ستيوارت.
- رالف ريتشاردسون في دور غلادستون.